# Equipo Crónica

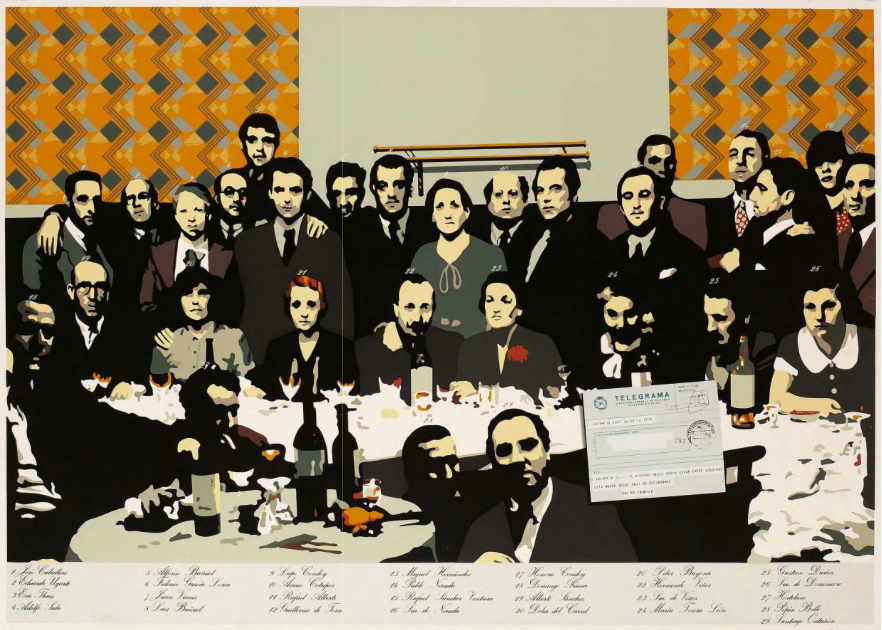
El Telegrama – Equipo Crónica

Equipo Crónica war eine spanische Künstlergruppe, die 1964 auf Vorschlag des Historikers Tomás Llorens Serra von drei valencianischen Malern gegründet wurde. Mitglieder waren Manolo Valdés (1942), Rafael Solbes (1940–1981) und Juan Antonio Toledo (1940–1995), auch wenn letzterer sich bald wieder von der Gruppe trennte. Gemeinsam unterzeichneten sie ein Manifest, das von dem Kritiker Vicente Aguilera Cerni verfasst wurde, in welchem die Philosophie des Kollektivs dargelegt wird.
Die Gruppe war aktiv zwischen 1964 und 1981, dem Jahr, in dem Rafael Solbes starb. Die Schaffenszeit der Equipo Crónica umfasst die Spätphase des Franquismus und den Beginn des Übergangs zur Demokratie.